# Mato Grosso
Mato Grosso (phát âm tiếng Bồ Đào Nha: [ˈmatu ˈɡɾosu] – nghĩa "Bụi cây rậm") là một bang nằm ở vùng trung tây Brasil, đây là bang lớn thứ ba của Brasil về diện tích. Bang này tiếp giáp với các bang (theo chiều kim đồng hồ) Rondônia, Amazonas, Pará, Tocantins, Goiás và Mato Grosso do Sul, tiếp giáp khu Santa Cruz của Bolivia về phía tây nam.
Đây là một bang có địa hình bằng phẳng, xen kẽ giữa cao nguyên và đồng bằng, Mato Grosso có có ba hệ sinh thái: Cerrado, Pantanal và Rừng mưa Amazon. Hệ thực vật với những đồng cỏ rộng lớn bao phủ 40% diện tích bang, Vườn quốc gia Chapada dos Guimarães là một trong những điểm thu hút du lịch chính của bang. Rừng Amazon ở phía bắc, bao phủ một nửa diện tích bang. Ở phía nam có Pantanal, vùng đất ngập nước lớn nhất thế giới, là nơi cư trú của hàng nghìn loài động vật và nhiều loài chim sống ở nước.
Vào ngày 30 tháng 9 năm 2006, một chiếc máy bay Boeing 737 của Gol Transport Aeroés đã va chạm với một chiếc máy bay con khiến toàn bộ người trên chuyến bay số 1907 của Gol Transport Aeroés thiệt mạng.

## Liên kết
| Tìm hiểu thêm về Mato Grosso tại các dự án liên quan |                                   |
| Tìm kiếm Wiktionary                                  | Từ điển từ Wiktionary             |
| Tìm kiếm Commons                                     | Tập tin phương tiện từ Commons    |
| Tìm kiếm Wikinews                                    | Tin tức từ Wikinews               |
| Tìm kiếm Wikiquote                                   | Danh ngôn từ Wikiquote            |
| Tìm kiếm Wikisource                                  | Văn kiện từ Wikisource            |
| Tìm kiếm Wikibooks                                   | Tủ sách giáo khoa từ Wikibooks    |
| Tìm kiếm Wikiversity                                 | Tài nguyên học tập từ Wikiversity |

- (tiếng Bồ Đào Nha) Official Website
- (tiếng Bồ Đào Nha) Federal University of Mato Grosso Lưu trữ ngày 2 tháng 1 năm 2006 tại Wayback Machine